# ヒラーファト運動
ヒラーファト運動（Khilafat Movement, 1919年-1924年）は、第一次世界大戦後に英領インドにおいてオスマン朝のカリフ制維持を掲げた、汎イスラーム主義を標榜するインド・ムスリムによる反英運動である。主な指導者はシャウカット・アリー、ムハンマド・アリー・ジョーハル、ハキーム・アジュマド・ハーン、アブル・カラーム・アーザード。同運動は第一次世界大戦後のセーヴル条約によるオスマン帝国領土割譲と戦争責任をカリフに押しつけたことに対する抗議から始まった。しかしトルコ革命を指導し、1922年に希土戦争を優位な状態で終結させたムスタファ・ケマル・アタテュルクは、イスラームを国教とする帝国ではなくトルコ民族による世俗主義的な国民国家を志向したため、ヒラーファット運動は衰退。そして1924年にカリフ制が廃止された。

## 歴史的背景
18世紀後半オスマン帝国は露土戦争における敗北を経験し、領土の割譲やカピチュレーションの承認などを余儀なくされた。その結果、王朝の弱体化が顕著になり、セリム3世（在位：1789年-1807年）は失った領土（クリミア）にムスリム住民が多い点に着目し、オスマン帝国の君主「スルターン」がイスラーム共同体の指導者たる「カリフ」を兼ねることを強調して、クリミアへの影響力の保持を図った。そのため、オスマン帝国スルタンのカリフ位の正当性に疑いがあったものの、名目上、世界中のすべてのスンナ派ムスリムの宗教的かつ政治的な最高指導者とみなされていた。
アブドュルハミト2世（在位：1876年-1909年）は、西洋列強によるオスマン帝国解体の動きと西洋化を志向する国内の大衆運動に対抗するため、汎イスラーム主義運動に肩入れを行なった。彼は19世紀末にジャマールッディーン・アフガーニーを密使としてインドに派遣した。
その大義はインド・ムスリムの間で宗教的な情熱と同情を呼び起こすことに成功し、多数の宗教指導者がカリフに代わって汎イスラーム主義運動に参加することを呼びかけた。その中の一人、デーオバンド学院の指導者であったマフムード・ハサンは、オスマン帝国の支援を受けて、インドにおける反英独立運動を企てていた。アブデュルハミド2世は、1908年の青年トルコ人革命によって立憲政治を復活せざるを得ない状況になり（第二次立憲制）、そして反革命クーデターを試みたことが明るみになり、議会で彼の廃位が決議された。彼の後継として、メフメト5世（在位：1909年-1918年）が選出されたものの、オスマン帝国の実権は青年トルコ人らトルコ・ナショナリスト側に移った。そして、カリフ制の存続がセーヴル条約締結前の1920年2月のロンドン会議で議題にあがり、インド・ムスリムたちはそれに反応したものの、アラブ民族主義者たちはオスマン帝国によるアラブ地域の支配継続を警戒した。

### 西洋列強によるオスマン帝国領の分割とトルコ革命
第一次世界大戦で中央同盟国側についたオスマン帝国は協商国に大敗し、ヴェルサイユ条約（1919年）によって領土割譲されたものの、戦勝国側はオスマン帝国スルターンのカリフとしての地位を保護することを約束した。しかしセーヴル条約（1920年）では、オスマン帝国軍の勢力下に残っていたパレスチナ、シリア、レバノン、イラクなどの領土が追加で割譲された。
この状況に対し、アナトリア各地で分割に反対する抵抗運動が起き、ムスタファ・ケマル・アタテュルクがトルコ革命を主導することとなった。そして、アタテュルクたちは1923年にローザンヌ条約でセーヴル条約を廃止することに成功。彼によるトルコ共和国の改革によって、1924年3月3日にカリフ制が廃止された。
アタテュルクはオスマン帝国領であったキレナイカ（現在のリビア）内陸部を拠点としていたサヌーシー教団の最高指導者であったアフマド・シャリーフ・サヌーシー（1873 - 1933）に対し、トルコ国外に居住していることを条件にカリフ位に就くことを要請した。しかしサヌーシーはアブデュルメジト2世のカリフ位を認めていたため、この申し出を断った。カリフ位廃位の2日後に、アラブ反乱の指導者でヒジャーズ王国国王のフサイン・イブン・アリーがカリフ即位を宣言したが、1925年にナジュドのイブン・サウード（後のサウジアラビア初代国王）に侵攻され、キプロス島へ亡命した。

## 南アジアにおけるヒラーファト運動の展開
カリフ制擁護の政治活動と大衆による抗議活動はイスラーム世界全体で行われたが、最も活発だったのが英領インドである。オックスフォード大学で教育を受けた著名なジャーナリスト、ムハンマド・アリー・ジョーハルは反英運動とカリフ制擁護を呼びかけたため、4年間刑務所に投獄された。オスマン帝国の敗北が濃厚になると、世界各地のウラマー（宗教指導者たち）はカリフ制存続を危惧した。インド・ムスリムの中には、（イギリスの）徴兵に応じてトルコのムスリムと戦うことを嫌うものもいた。ヒラーファト運動の指導者や支持者にとって、カリフ制は宗教的な運動ではなく、トルコのムスリムに対して連帯を示す運動であった。
ムハンマド・アリーと彼の兄シャウカット・アリーはピール・グラーム・ムジャッディディー・スィルヒンディー(Pir Ghulam Mujaddidi Sirhandi)、シャウカット・アリー・スィッディーキー(Shaukat Ali Siddiqui)、ムクタール・アフマド・アンサーリー(Mukhtar Ahmed Ansari)、ジャーン・ムハンマド・ジョーネージョー(Jan Muhammad Junejo)、ハスラット・モーハー二―(Hasrat Mohani)、サイイド・アタウッラー・シャー・ブハーリー(Syed Ata Ullah Shah Bukhari)、ハキーム・アジュマド・ハーン、アブル・カラーム・アーザードといった指導者たちとともに、全インド・ヒラーファト委員会を結成した。委員会の本部はラクナウーに置かれた。彼らの狙いは南アジアのムスリムたちを政治的に結束させ、その影響力でカリフ制を守ることにあった。彼らは1920年にヒラーファト宣言（Khilafat Manifesto）を発表した。そこではイギリスからカリフ制を護ること、そのために全インドのイスラーム教徒が結束することが謳われていた。
ヒラーファト委員会ベンガル支部にはムハンマド・アクラーム・ハーン(Mohammad Akram Khan)、マニールッザマーン・イスラーマーバーディー(Maniruzzaman Islamabadi)、ムジブル・ラフマーン・ハーン(Mujibur Rahman Khan)、チッタランジャン・ダース(Chittaranjan Das)がいた。
1920年、ヒラーファト運動の指導者たちと当時インド最大の政党で民族主義運動を展開するインド国民会議派との間で同盟が結ばれた。国民会議派の指導者ガンディーと彼らはカリフ制擁護とスワラージの大義のために共闘することを約束。イギリス植民地政府への圧力を高めるために、ヒラーファト運動は非協力運動で重要な役割を担った。一部の人々は、北西辺境州からアマーヌッラー・ハーン統治下のアフガニスタンへ移住を行うヒジュラ（聖遷）を敢行した。
この同盟を契機に、アンサーリーやアーザード、ハキーム・アジュマド・ハーンらがガンディーと個人的な親交を深めた。ヒラーファット運動の指導者たちは1920年にジャーミア・ミリーア・イスラーミーヤ(Jamia Millia Islamia)を設立し、イスラム教徒のための独立した教育と社会の再活性化を促進した。非協力運動は立法議会、植民地政府運営の教育機関、外国製品のボイコットから始まり、インド全土で大規模な抗議行動、ストライキ、不服従運動が展開された	。ムスリムとヒンドゥー教徒が協力して、平和的に運動が展開されていたものの、ガンディーやアリー兄弟（ムハンマド・アリーとシャウカット・アリー）らは植民地政府によって逮捕された。その後、マンズール・アフマドやルトゥフッラー・ハーン・ダンカウリー(Lutfullah Khan Dankauri)によってパンジャーブ・ヒラーファット代表団が結成され、インド全土、特にラーホールをはじめとするパンジャーブで主導的な役割を担った。

## ヒラーファト運動の終焉
委員会はイギリス植民地政府と交渉を重ね、活動を継続していた。しかし、インド・ムスリムたちは決して一枚岩ではなく、国民会議派、全インド・ムスリム連盟、ヒラーファット委員会の三つ巴状態になり、ヒラーファット運動は弱体化した。同運動にとどめを刺したのはアタテュルクによるカリフ制の廃止である。加えて、彼はインドからの支援を求めていなかった。
委員会の指導者たちも政治路線の対立により分裂。サイイド・アタウッラー・シャー・ブハーリーは、チョウドリー・アフザル・ハク (Chaudhry Afzal Haq) と協力して、宗教政党マジュリセ・アフラーレ・イスラーム(Majlis-e Ahrar-e Islam)を創設。アブル・カラーム・アーザード、ムクタール・アフマド・アンサーリー、ハキーム・アジュマド・ハーンはガンディーとインド国民会議派を支持。シャウカット・アリーとムハンマド・アリー・ジョーハル（アリー兄弟）はムスリム連盟に合流。アリー兄弟はムスリム連盟の大衆化とそれに続くパキスタン運動に大きな役割を果たした。
カリフ制が廃止されたのち、シャウカット・アリーは1931年にエルサレムで世界イスラーム会議(World Islamic Congress)を主催し、世界各地のムスリム指導者たちと汎イスラーム主義的な連携を模索していた。

## 後世によるヒラーファト運動の位置づけ
ヒラーファット運動は大きな論争を引き起こした。この運動は汎イスラーム主義者やイスラーム主義者たちの活動団体による扇動であり、インド独立運動とは無関係であると主張する評論家もいれば、国民会議派との同盟を「便宜上の結婚」と批判する人もいる。一方で、同運動がインドにおける非協力運動のきっかけとなり、ヒンドゥー・ムスリム間の結束を促し、両宗教間の関係改善に大きな節目になったと擁護する人もいる。他方、パキスタン主義者（ムスリム分離主義者）たちは、ヒラーファット運動がインドにおけるムスリム国家創設への大きな布石となったと理解している。アリー兄弟はパキスタンを建国に導いた指導者と見做される一方で、アブル・カラーム・アーザード、ムクタール・アフマド・アンサーリー、ハキーム・アジュマド・ハーンはインドの英雄として広く称えられている。